# Mladá Vídeň

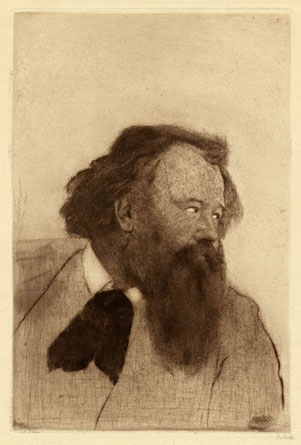
Hermann Bahr - vedoucí osobnost Mladé Vídně (Jung Wien)

Mladá Vídeň (německy Jung(-)Wien) byla skupina vídeňských spisovatelů a básníků z konce 19. a začátku 20. století, jejíž vedoucí osobností byl spisovatel a kritik Hermann Bahr.
Skupina vznikla v roce 1891 po Bahrově návratu do Vídně, kde kolem sebe Bahr shromáždil několik mladých autorů, jako byli Hugo von Hofmannsthal, Arthur Schnitzler a Felix Salten. Místem pro častá setkání seskupení se stala především kavárna Griensteidl (Café Griensteidl). Svoje kontakty s vydavatelstvími a časopisy využíval Bahr na podporu mladých, neznámých autorů. Důležitým nástrojem skupiny byl též Bahrův týdeník Die Zeit (vycházel od roku 1894 do roku 1904).
Skupina výrazně ovlivnila vznik a vývoj moderní literatury v Rakousku a v německy hovořících oblastech.
Kratší dobu ve skupině působil i Karl Kraus. Podstatně ovlivněni touto skupinou byli též známí autoři začátku 20. století jako například Robert Musil, Joseph Roth a Ödön von Horváth.

## Členové, případně umělci spolupracující se skupinou
- Peter Altenberg
- Leopold von Andrian
- Raoul Auernheimer
- Hermann Bahr
- Richard Beer-Hofmann
- Felix Dörmann
- Hugo von Hofmannsthal
- Karl Kraus
- Felix Salten
- Arthur Schnitzler